# Hermann Behr (Theologe)
Friedrich Hermann Behr (* 1792 in Freiberg; † 13. Dezember 1848 in New York City) war ein deutscher evangelischer Theologe.

## Leben und Wirken
Der zweite Sohn von Johann Bernhard Behr (1754–1827), Pfarrer an der Jakobikirche in Freiberg, studierte nach dem Besuch des Gymnasiums in Freiberg die Evangelische Theologie. 1819 wurde er zum Substituten seines Vaters, der 1804 in die erzgebirgische Amtsstadt Schwarzenberg versetzt worden war, berufen. Nach dessen Emeritierung übernahm er 1827 die Pfarrstelle ganz. Als stellvertretender Abgeordneter des 12. städtischen Wahlkreises war Behr Mitglied der II. Kammer des ersten konstitutionellen Sächsischen Landtags, der 1833/34 stattfand.
Um der beim Niedergang der Eisenindustrie im Erzgebirge sich verstärkenden Armut zu begegnen, unterstützte Behr die Auswanderung von verarmten Familien nach Amerika. Für seine Vision von einer Sächsischen Colonie an der West-Küste von Florida regte er 1831/32 die Gründung einer durch Ausgabe von Aktien und durch staatliche Unterstützungsgeldern finanzierten Auswanderungs- und Kolonisationsgesellschaft an, die die Auswanderung von vorläufig 2000 verarmten Personen ermöglichen sollte. Im Januar 1847 wurde Behr von seinem Kirchendienst beurlaubt, um in Nordamerika eine erzgebirgische Kolonie zu begründen. 1847/48 verließen geschlossene Gemeinschaften Sachsen und insbesondere die Gegend um Schwarzenberg, und ließen sich in Ost-Tennessee nieder. Gesammelte Briefe von Kolonisten in Wartburg (Tennessee) publizierte er 1848 mit dem Ziel, Auswanderungswilligen einen Ratgeber zur Hand zu geben. Nach den in Amerika gemachten trüben Erfahrungen und in seinen Erwartungen getäuscht starb er im Dezember des Jahres auf der Rückreise nach Europa in New York an der Cholera.
Sein Bruder Johann Heinrich August von Behr (1793–1871) war ein Politiker, der u. a. als Finanz- und Justizminister des Königreichs Sachsen diente.

## Schriften
- Predigt nach dem Brandunglücke der Stadt Schwarzenberg am 2ten Mai 1824 – gehalten am Sonntage Cantate und zum Besten der Abgebrannten hrsg., Annaberg 1824
- Plan einer auf Actien zu gründenden Auswanderungs- und Colonisationsgesellschaft, nebst Einladung und Beilagen, Dresden, Walthersche Hofbuchhandlung
- Predigt am Weihnachtsfeste 1831 – zur Erinnerung an die vorzüglichsten Wohlthaten unserer neuen Landesverfassung, 3. A., 1843
- Friedrich Hermann Behr's gesammelte Briefe über die deutsche Colonie Wartburg in Ost-Tennessee in Nordamerika zur Belehrung für Auswandernde und sich für Auswanderung Interessirende, Leipzig, 1848